# Xylophanes chiron
Xylophanes chiron är en fjärilsart som beskrevs av Dru Drury 1771. Xylophanes chiron ingår i släktet Xylophanes och familjen svärmare. Inga underarter finns listade i Catalogue of Life.

## Bildgalleri

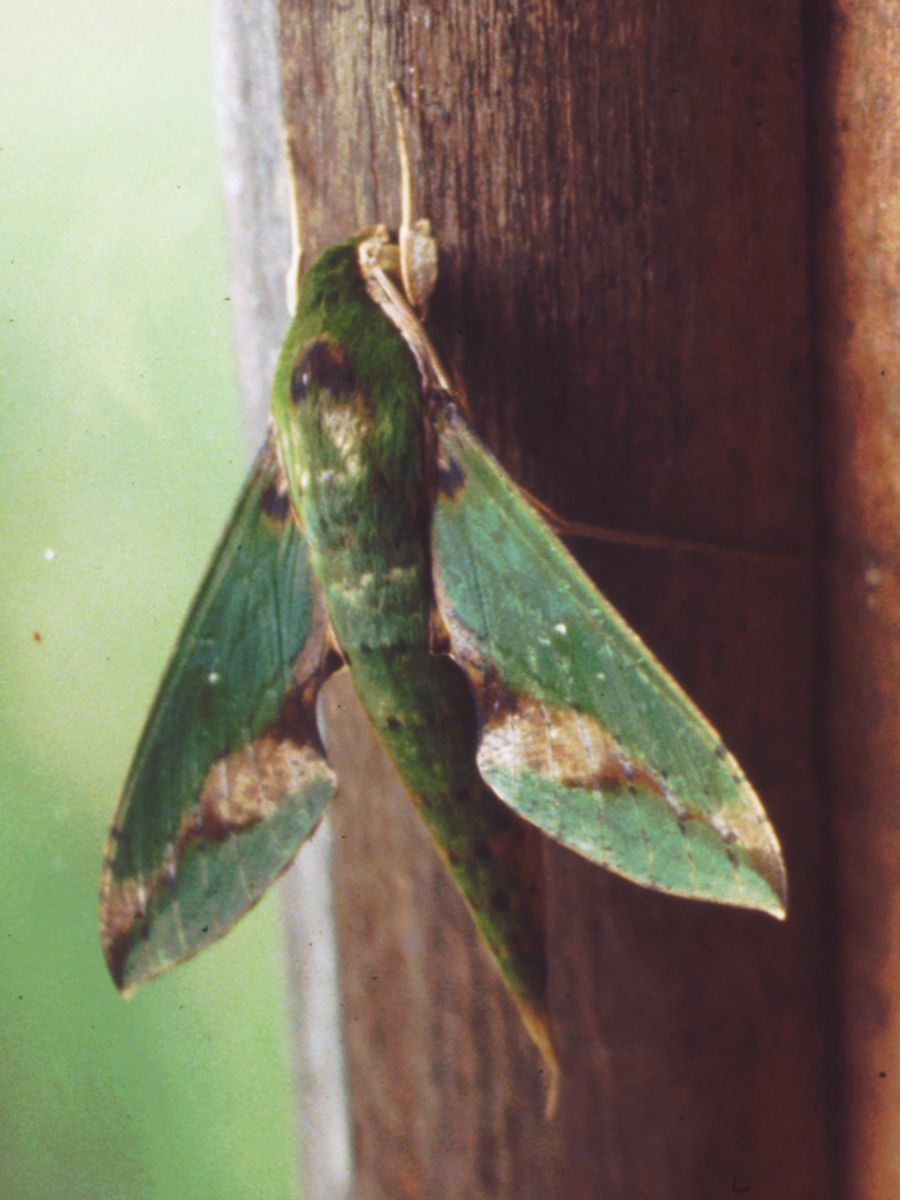

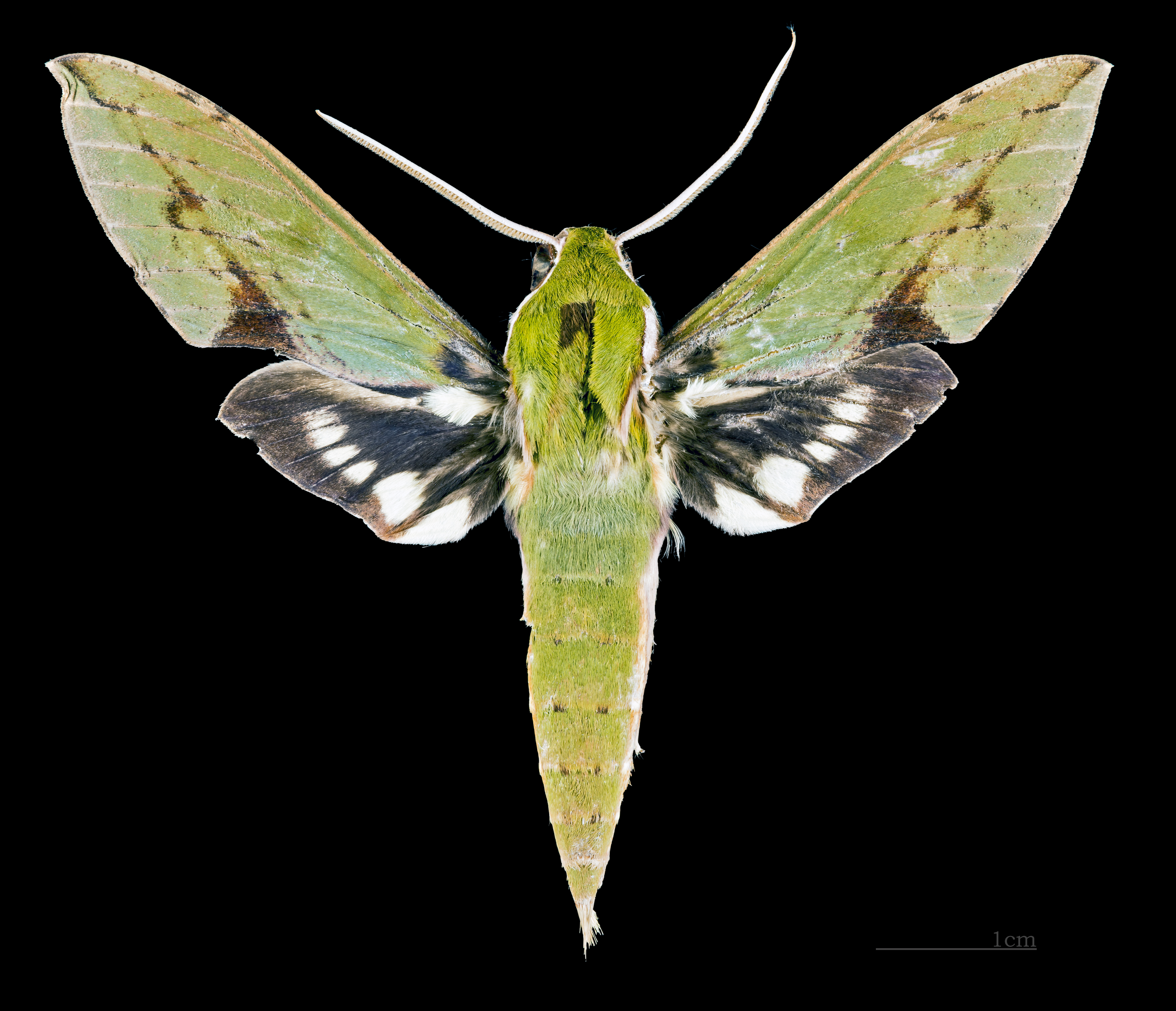
Xylophanes chiron nechus ♂
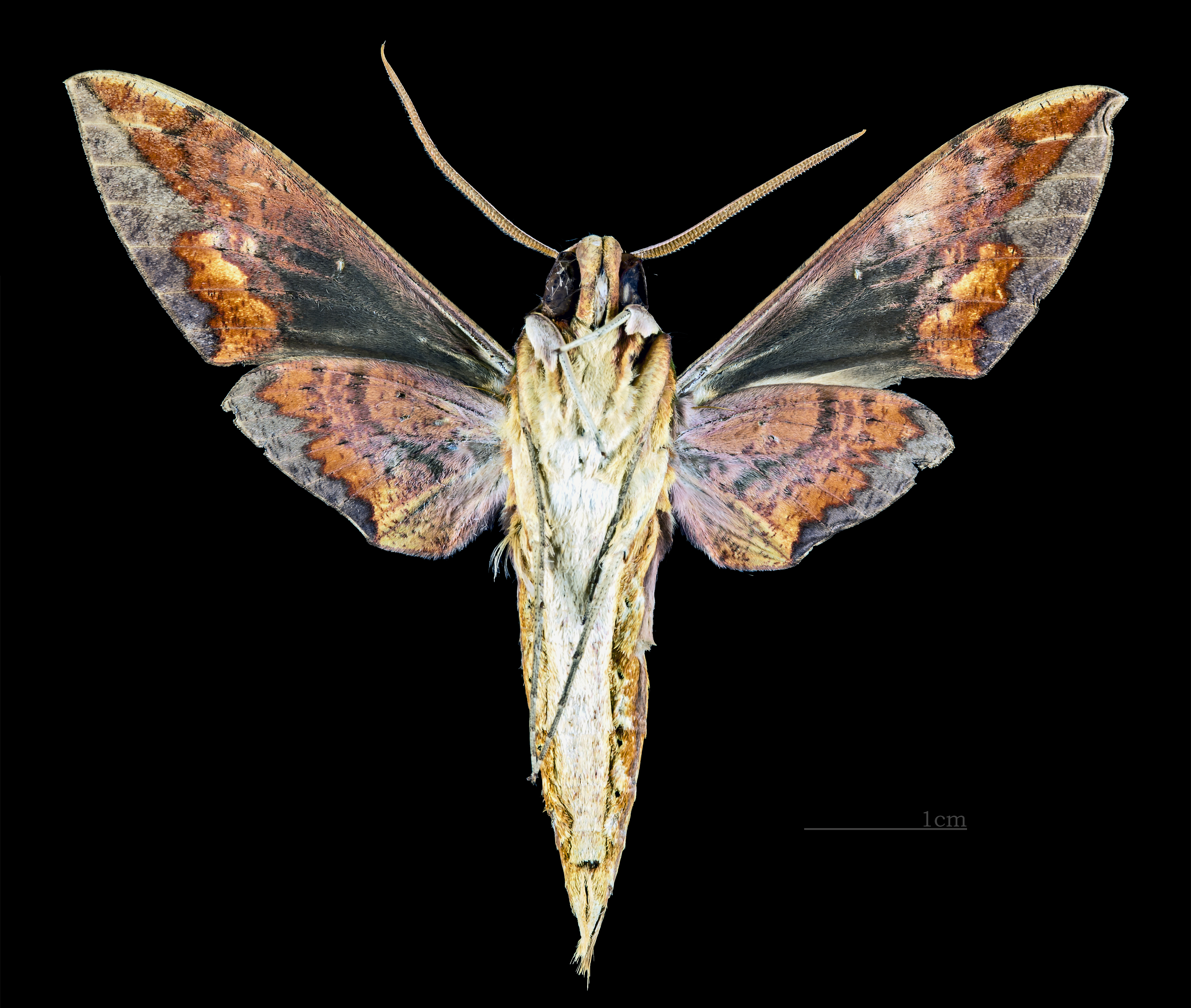
Xylophanes chiron nechus ♂  △
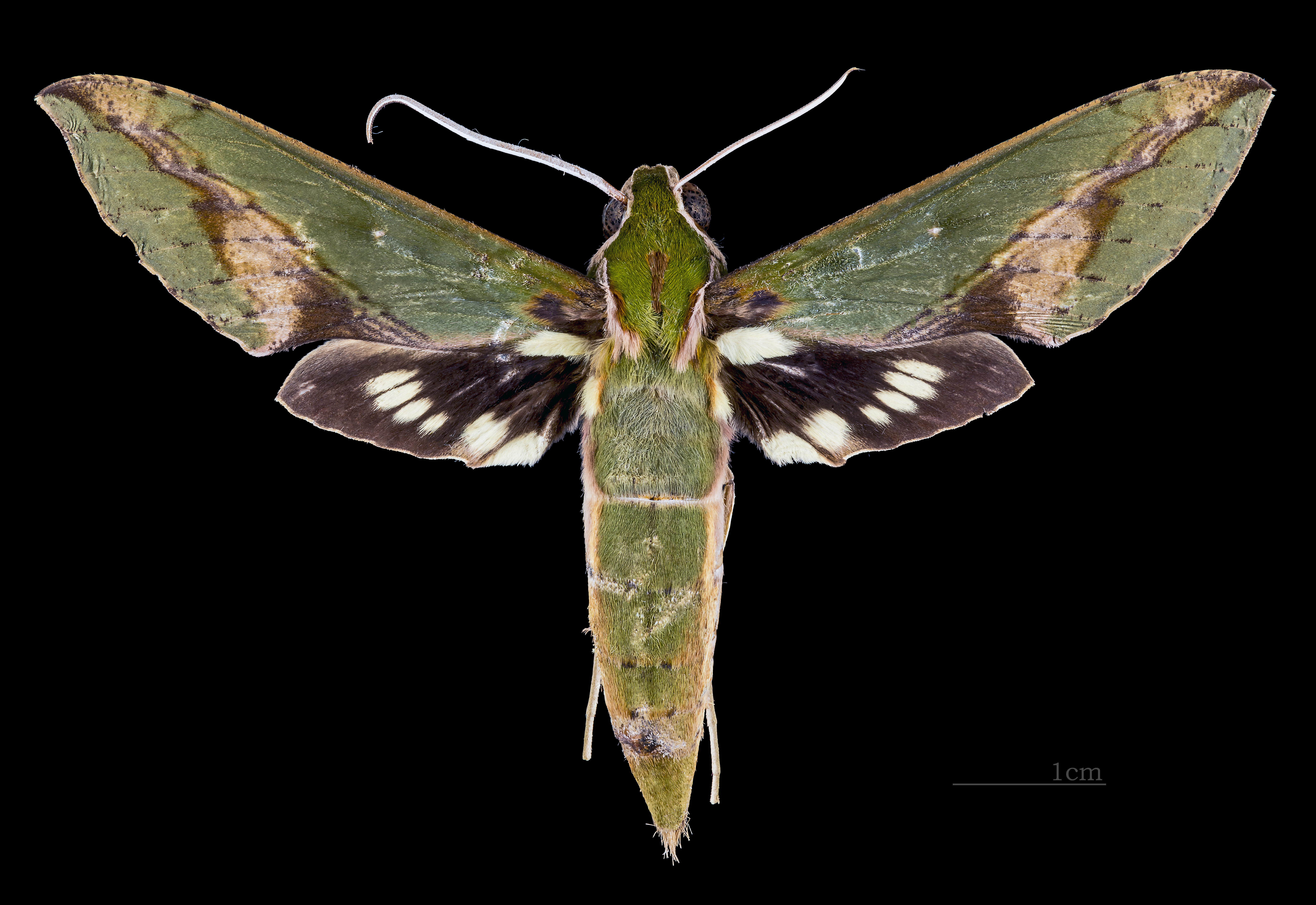
Xylophanes chiron nechus  ♀
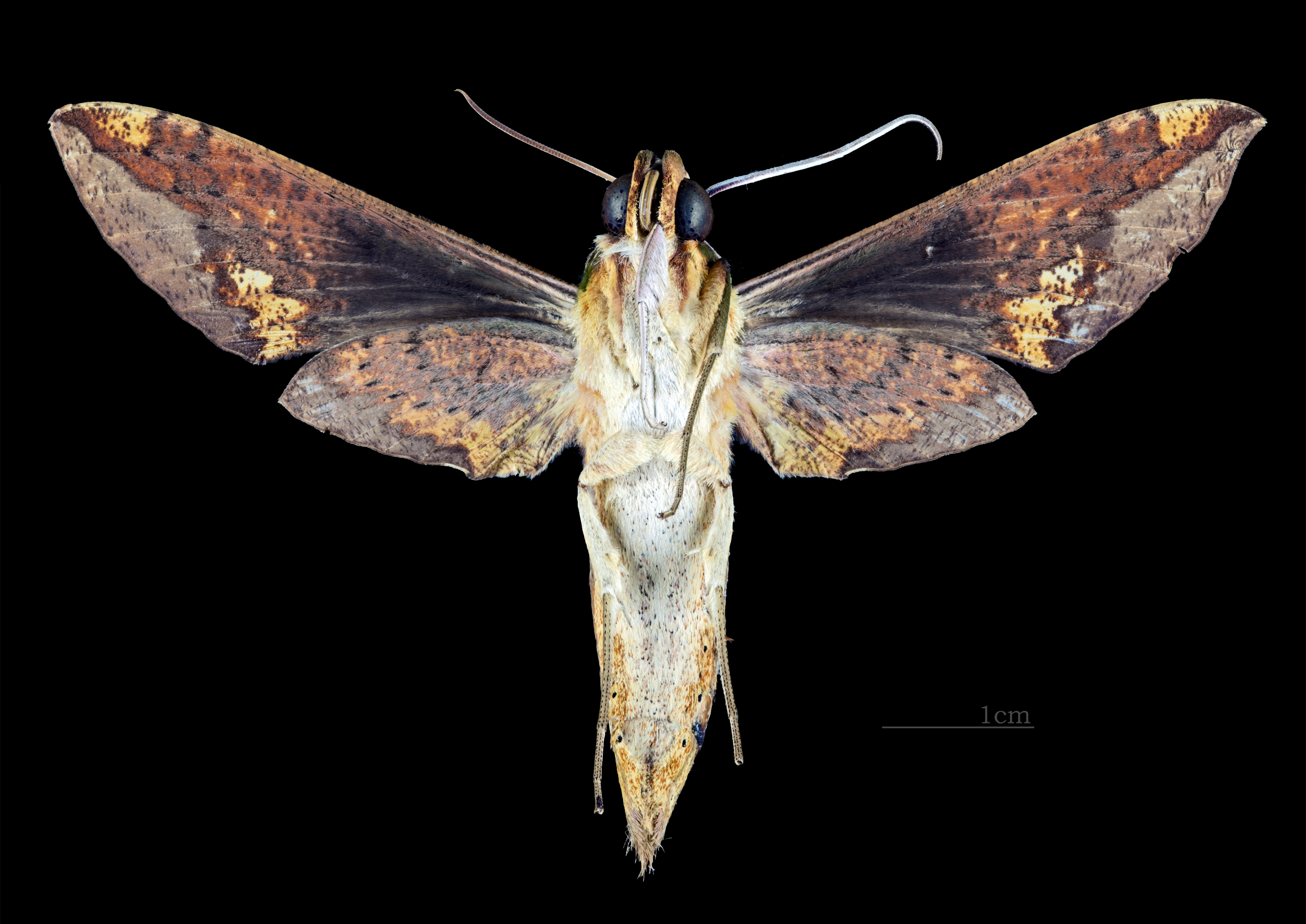
Xylophanes chiron nechus  ♀ △

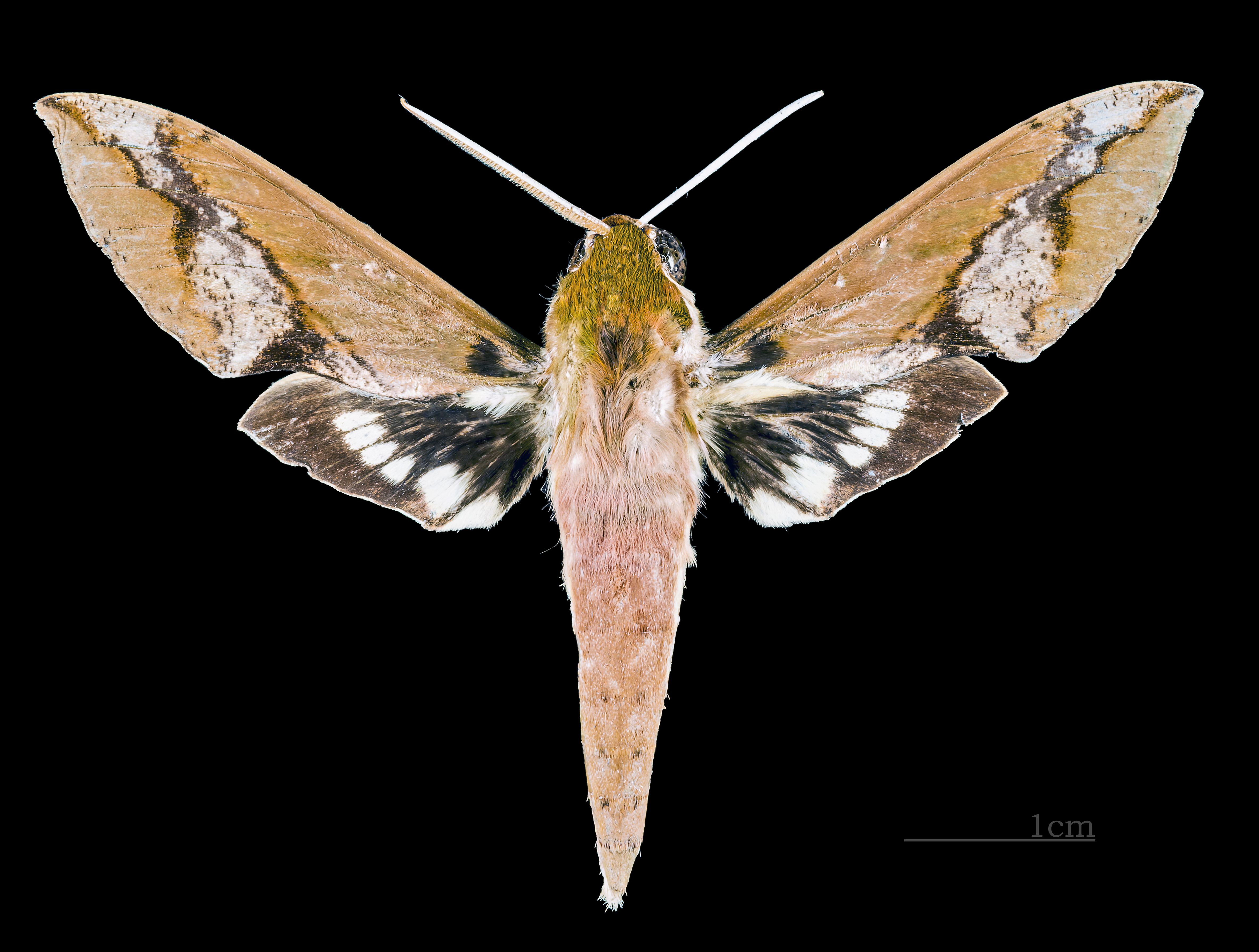
Xylophanes chiron cubanus ♂
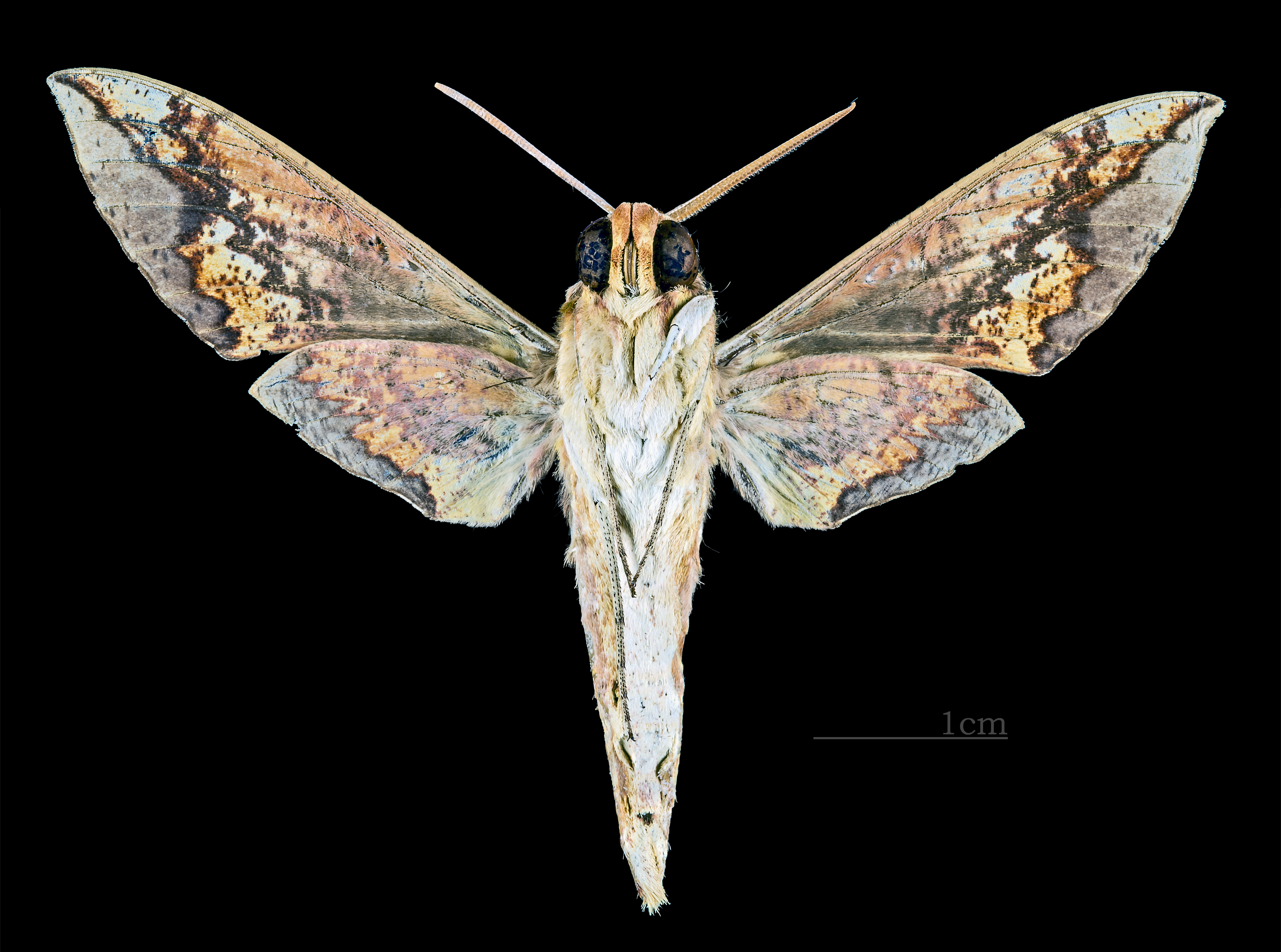
Xylophanes chiron cubanus ♂  △
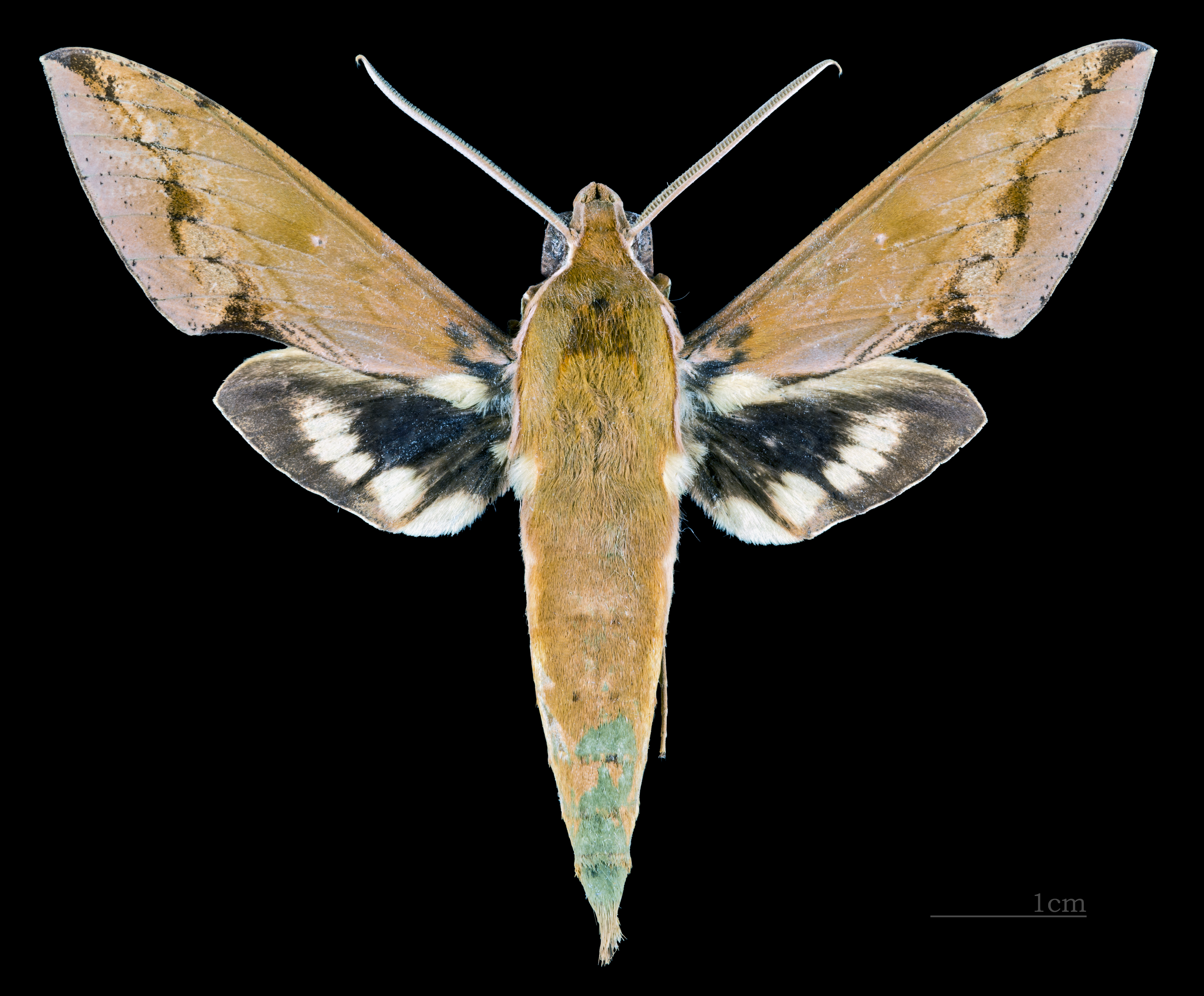
Xylophanes chiron lucianus ♂
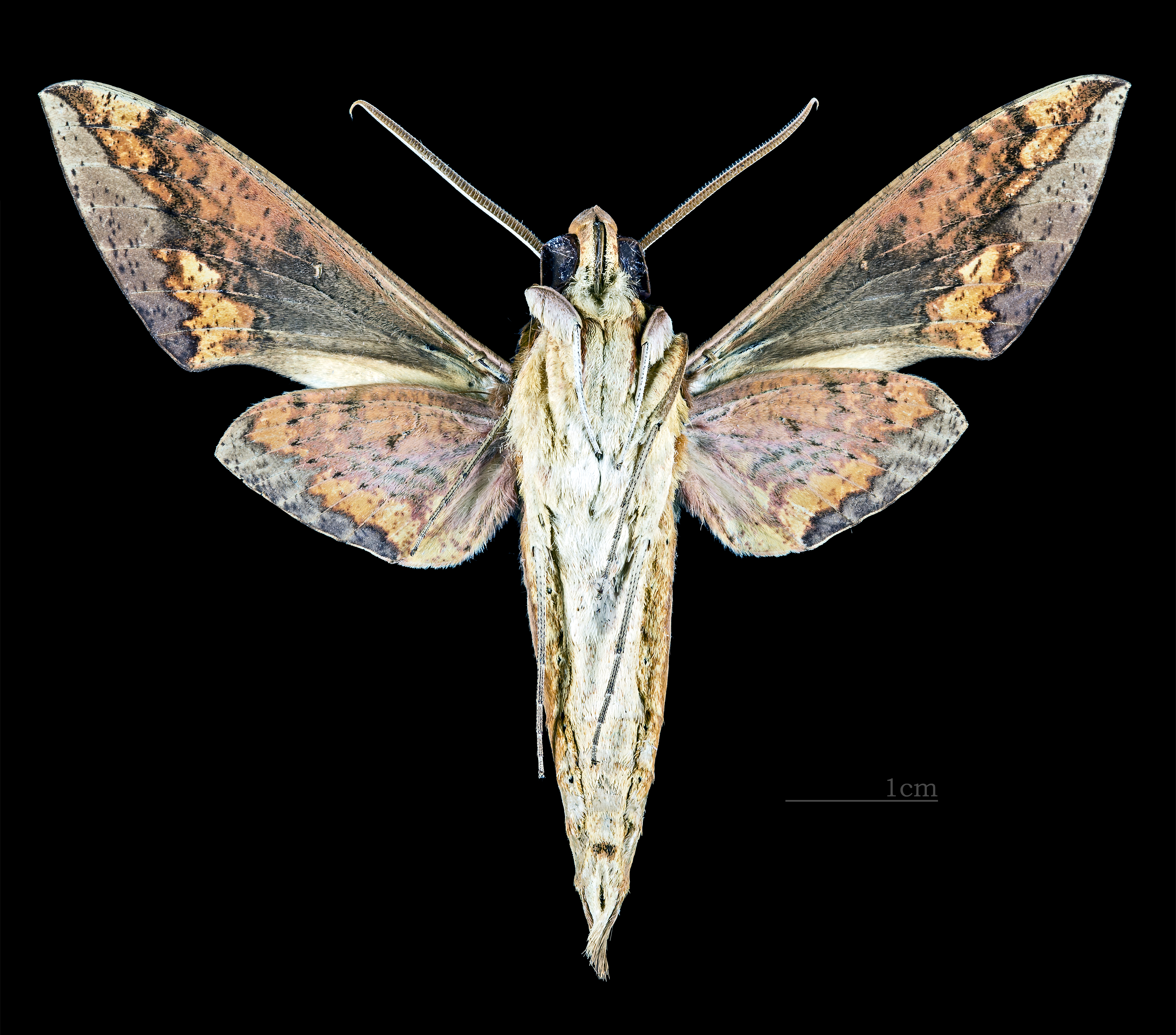
Xylophanes chiron lucianus ♂ △